# Risa Hontiveros
Ana Theresia "Risa" Hontiveros-Baraquel (Manilla, 24 februari 1966) is een Filipijns activist, journalist en politicus. Hontiveros werd in 2016 gekozen in de Senaat van de Filipijnen. Eerder was ze van 2004 tot 2010 lid van het Filipijns Huis van Afgevaardigden.

## Biografie
Risa Hontiveros werd geboren op 24 februari 1966 in de Filipijnse hoofdstad Manilla. Ze is de oudste van zes kinderen. Een van haar drie zussen is journalist en televisiepresentrice Pia Hontiveros. Haar vader is advocaat Ramon P. Hontiveros, een zoon van Jose Hontiveros, rechter van het Filipijns hooggerechtshof. Hontiveros volgde haar middelbareschoolopleiding op St. Scholasticas College. Daar voerde ze op vijftienjarige leeftijd al actie tegen de komst van de kerncentrale Bataan.
Na het voltooien van haar middelbare school begon ze in 1983 aan een studie sociale wetenschappen aan de Ateneo de Manila University. Datzelfde jaar werd oppositieleider Benigno Aquino jr. doodgeschoten. De jaren daarop waren er veel demonstraties tegen het dictatoriale bewind van president Ferdinand Marcos. Ook Risa nam deel aan dit zogenaamde "parliament of the streets". Ook was ze lid van de Student Government op haar universiteit. In 1987 behaalde ze cum laude haar bachelor-diploma.
Na haar afstuderen was ze tien jaar lang actief als journalist en presentatrice. In 1994 kreeg ze Golden Dove voor beste vrouwelijke nieuwslezer.
Hontiveros werd bij de verkiezingen van 2004 gekozen als lid van het Filipijns Huis van Afgevaardigden namens de partij Akbayan. In 2007 werd ze herkozen. Bij de verkiezingen van 2010 deed ze mee aan de senaatsverkiezingen. Daarbij was ze een van de weinige nieuwkomers op een verkiesbare plaats. Ze werd echter niet verkozen. In 2013 nam ze opnieuw deel aan de verkiezingen voor de Filipijnse Senaat, eveneens zonder zetel te bemachtigen. Bij haar derde poging bij de verkiezingen van 2016 werd ze wel gekozen. Ze eindigde bij de verkiezingen op een negende plaats, hetgeen voldoende was voor een van de twaalf beschikbare zetels. Zes jaar later werd Hontiveros bij de verkiezingen van 20222 herkozen voor een tweede termijn van zes jaar.

## Privéleven
Risa Hontiveros was van 1990 tot diens dood in 2005 getrouwd met Frank Baraquel. Samen kregen ze vier kinderen.